# Джиджора Іван Миколайович
д-р Іва́н Микола́йович Джиджо́ра (9 лютого 1880, с. Заставці, нині Монастириського району Тернопільської області, або Голгоча, нині Монастириського району Тернопільської області — 22 квітня 1919, с. Голгоча) — український громадський діяч, історик, публіцист. Учень і співпрацівник Михайла Грушевського. Дійсний член Наукового товариства імені Шевченка (від лютого 1913 року), секретар археографічної, член бібліографічної та статистичної комісій НТШ. Співробітник київської редакції «Літературно-наукового вістника» (1907—1908). Член Історичного товариства імені Нестора-літописця. Псевдоніми: Нотик, Iqnotus (Незнайомець), І. Д., Д., Д-р о І., Ф-ф.

## Життєпис
Народився 9 лютого 1880 року в сім'ї бідного селянина. За одними даними, в с. Заставці (Підгаєцького повіту, Королівство Галичини і Володимирії, Австро-Угорщина, нині Монастириського району Тернопільської області, Україна), за іншими — в с. або Голгоча. Рано втратив батька, ріс під опікою матері.
У 1902 році закінчив Бучацьку гімназію (на кошти громади — блискуче школу українських ченців-василіян у Бучачі[джерело?], у 1907 — філософський факультет Львівського університету.
Від 1903 року — член і бібліотекар товариства «Академічна громада» у Львові. Зі студентських років за дорученням археографічної комісії НТШ працював в архівах Києва, Харкова та Москви.
1916 року став торгово-промисловим референтом при окружній команді австро-угорських військ у Любліні (Польща). До грудня 1918 року був військовим комендантом ЗУНР у місті Рава-Руська.
Помер 22 квітня 1919 року в с. Голгоча, де й був похований. У 1990 році в момент початку відновлення Українського національно-визвольного руху його могилу впорядкували й освятили.

## Наукова діяльність
Іван Джиджора досліджував історію Гетьманщини 18 століття. Його головна праця — докторська дисертація «Економічна політика російського правительства супроти України в 1710—1730-х роках», захищена 1912 року у Львівському університеті. Одночасно молодий учений підготував збірку документів — актів гетьманського правління, та Перша світова війна не дала змоги її опублікувати, потім збірка загубилася.
Інші праці опубліковано в «Записках Наукового товариства імені Шевченка»:
- «Нові причинки до історії відносин російського правительства до України в 1720-х і 1730-х рр.» (1904),
- «Україна в першій половині 1738 р.» (1906),
- «Реформи Малоросійської колегії на Україні в 1722—1723 рр.» (Науковий збірник на пошану Михайла Грушевського, 1906),
- «Матеріали московського „Архива Министерства юстиции“ до історії Гетьманщини» (1908),
- «До історії Генеральної військової канцелярії» (1912).

Іван Джиджора — автор рецензій, політичних оглядів та статей у «Записках НТШ», «Літературно-науковому вістнику» та «Ділі».
У березні 1930 року історична секція ВУАН видала окремим томом збірник праць Джиджори «Україна в першій половині XVIII століття. Розвідки і замітки» з передмовою Михайла Грушевського.

### 1904
- Рец.: Лазаревский А. Описание Старой Малороссии (Материалы для истории заселения, землевладения и управления. К., 1902. Т. III: Полк Прилуцкий. XIV + 426 + XXIII с.) [Архівовано 19 червня 2015 у Wayback Machine.] // ЗНТШ. — Львів, 1904. — Т. LVIII. — Кн. II. — С. 12-23.
- Нові причинки до істориї відносин росийського правительства до України в 1720-х і 1730-х рр. [Архівовано 19 червня 2015 у Wayback Machine.] Рец. на публ.: Протоколы, журналы и указы Верховного Тайного Совета, 1726—1730 гг. (Сборник императорского русского Исторического общества. 1886—1898. Т. 55, 63, 69, 79, 84, 94, 101); Бумаги кабинета министров императрицы Анны Иоанновны 1731—1740 гг. (Сборник имп[ераторского] русского Исторического общества. 1898—1904. Т. 104, 106, 108, 111, 114, 117)//ЗНТШ. — Львів, 1904. — Т. LXI. — Кн. V. — С. 1-40.

### 1905
- Рец.: Эварницкий Д. И. Источники для истории Запорожских козаков. Владимир-на-Клязьме, 1904. Т. І-II. II + 2107 + 122 с. // ЗНТШ. — Львів, 1905. — Т. LXVII. — Кн. V. — С. 22-33.
- Рец.: Модзалевский В. Слухи о назначении Кантакузина гетманом Малороссии (1718 г.) (Киевская старина. 1904. Кн. VI. С. 451–464) // ЗНТШ. — Львів, 1905. — Т. LXVII. — Кн. V. — С. 33-36.
- Рец.: Платонов С. Ф. Лекции по русской истории. СПб., 1904. Вып. IV. 607 с. // ЗНТШ. — Львів, 1905. — Т. LXVIII. — Кн. VI. — С. 28-31.
- Рец.: Павловский И. Ф. Участие И. П. Котляревского в формировании козачьих полков в 1812 г. (Киевская старина. 1905. Кн. VI. С. 309–320) // ЗНТШ. — Львів, — Т. LXVI. — Кн. VI. — С. 33-34.

### 1906
- [Архівовано 19 червня 2015 у Wayback Machine.] Реформи Малоросійської колегії на Україні в 1722-3 рр. // Науковий збірник, присьвячений професорови Михайлови Грушевському учениками і прихильниками з нагоди його десятилітньої наукової праці в Галичині (1894—1904). [Додаток: тексти документів]. — Львів, 1906. — С. 353–354.
- Україна в першій половині 1738 р. [Рец. на публ.]: Сборник имп[ераторского] русского исторического] Общества. Юрьев-Дорпат, 1905. Т. 120: Бумаги кабинета министров. Т. VII: 1738 г. Январь-июнь. 536 с. // ЗНТШ. — Львів, 1906. — Т. LXIX. — Кн. I. — С. 70-83.
- Рец.: Модзалевский В. Полтавская интрига 1714 года (Киевская старина. 1905. Кн. 11-12. С. 173–185) // ЗНТШ. — Львів, 1906. — Т. LXIX. — Кн. I. — С. 197–202.
- Рец.: П-ко Вл. [Пархоменко В.]. К вопросу о народных реакциях в Украине в XVIII веке (Киевская старина. 1905. Кн. VII–VIII. С. 108–116); П-ко Вл. [Пархоменко В.?]. Конец старой Малороссии (1733—1786 годы в истории левобережной Украины) (Киевская старина. 1905. Кн. ХІ-ХІІ. — С. 343–349) // ЗНТШ. — Львів, 1906. — Т. LXIX. — Кн. I. — С. 202–204.
- Рец.: П-ко Вл. [Пархоменко В]. Из истории образования на Украине (Киевская старина. 1905. Кн. IX. С. 235–247) // ЗНТШ. — Львів, 1906. — Т. LXIX. — Кн. I. — С. 204–205.
- До питання про свобідний перехід посполитих на Україні в 20-х рр. XVIII в. [Додаток у тексті: текста документів] // ЗНТШ. — Львів, 1906. — Т. LXX. — Кн. II. — С. 168–170.
- Рец.: Милорадович В. Лесная Лубенщина (Киевская старина. 1900. Кн. IX. С. 247–296; Кн. X. С. 39-82); Милорадович В. Средняя Лубенщина (Киевская старина. 1903. Кн. IX. С. 245–296; Кн. X. С. 1-36; Кн. XI. С. 209–240; Кн. 12. С. 518–539); Милорадович В. Степная Лубенщина (Киевская старина. 1904. Кн. II. С. 179—200; Кн. III. С. 348—382; Кн. IV. С. 36-73) // ЗНТШ. — Львів, 1906. — Т. LXX. — Кн. II. — С. 216—221.
- Рец.: Павловский И.Фр. Полтава в XIX столетии. Очерки по архивным данным, с рисунками (Киевская старина. 1905. Кн. ХІ-ХІІ. — С. 228—342) // ЗНТШ. — Львів, 1906. — Т. LXX. — Кн. II. — С. 221—227.
- Рец.: Матеріяли до історії суспільно-політичних й економічних відносин Західньої України. Зібрав і видав Михайло Грушевський. Частина І. Львів, 1906 // ЛНВ. — Львів, 1906. — Т. XXXIV. — Кн. IV. — С. 202—203.
- З новійшої української історіографії: Критична студія. Ефименко Александра. Южная Русь, очерки, исследования и заметки, I—II. СПб., 1905 // ЗНТШ. — Львів, 1906.-T.LXXI,-Кн. III.-С. 134—157.
- Рец.: Франко І. Місія. Чума. Казки і сатири. Львів, 1906 // ЛНВ. — Львів, 1906. — Т. XXXIV. — Кн. VI. — С. 596—597.
- Рец.: Цеклєр Е. Закон єзуїтів. Львів, 1906 // ЛНВ. — Львів, 1906. — Т. XXXV. — Кн. VII.-С. 178—180.
- Справа поминання гетьманського імени на «переносі». [Додаток: оригінальні тексти документів] // ЗНТШ. — Львів, 1906. — Т. LXXII. — Кн. IV. — С. 142—145.
- Рец.: Левицкий О. Переписка с Запорожьем (1763—1765 гт.) (Чтения в Истори-ческом обществе Нестора-летописца. 1905. Кн. 18. Вып. III IV. С. 23-49 // ЗНТШ. — Львів, 1906. — Т. LXXII. — Кн. IV. — С. 220—221.
- Рец.: Dubiecki Maryan. Przymierze dziedzica z poddanymi rolnikami. Rzecz z dziejów ludu wiejskiego w Polsce. Kraków, 1905. 32 s. (Відбиток: Archiwum do dziejów oświaty) // ЗНТШ. — Львів, 1906. — T. LXXII. — Кн. IV. — С. 224—227.
- Рец.: Иконников В. С. Крестьянское движение в Киевской губернии в 1826—1827 гт. в связи с событиями того времени. По архивным материалам. СПб., 1905. 86+V с. // ЗНТШ. — Львів, 1906. — Т. LXXII. — Кн. IV. — С. 227—230.
- Огляд часописий за р. 1905. Часописи українські: Літературно-науковий вістник // ЗНТШ. — Львів, 1906. — Т. LXXIII. — Кн. V. — С. 166—175.
- Рец.: Франко Іван. Маніпулянтка й иньші оповідання. Львів, 1906 // ЛНВ. — Львів, 1906. — Т. XXXVI. — Кн. XI. — С. 332—333.
- Рец.: Кревецький І. Аграрні страйки і бойкоти у східній Галичині в 1848—49 рр. Львів, 1906 // ЛНВ. — Львів, 1906. — Т. XXXVI. — Кн. XI. — С. 333.
- Часописи за р. 1905. [Докінчення]: Киевская старина // ЗНТШ. — Львів, 1906. — Т. LXXVI. — Кн. VI. — С. 150—162.

### 1907
- Український вертеп // Рада. — 1907. — 9 січня. — № 7. — С. 2—3.
- З наукового, літературного та артистичного життя (Видання курсів професора B.Б. Антоновича) [Архівовано 19 червня 2015 у Wayback Machine.] // Рада. — 1907. — 13 січня. — № 10. — С. 4. Без підпису.
- Театр і музика (Театр Лук'яновського народного дому. 21 січня. «Не так склалось, як жадалось», драма М.Старицького) [Архівовано 19 червня 2015 у Wayback Machine.] // Рада. — 1907. — 23 січня. — № 18. — C. 4. Підпис: Нотин І. *
- З наукового, літературного та артистичного життя [Архівовано 19 червня 2015 у Wayback Machine.] // Рада. — 1907. — 15 лютого. — № 38. — С. 3; 16 лютого. — № 39. — С. 4. Без підпису.
- Бібліографія. Український календарь «Рідний край» на 1907 рік. Полтава, 1907. (Видання часописі «Рідний край») [Архівовано 19 червня 2015 у Wayback Machine.] // Рада. — 1907. — 16 лютого. — № 39. — С. 4. Без підпису.*
- З наукового, літературного та артистичного життя // Рада. — 1907. — 18 лютого. — № 41. — С. 4; 20 лютого. — № 42. — С. 4; 22 лютого. — № 44. — С. 4; 23 лютого. — № 45. — С. З—4; 24 лютого. — № 46. — С. 4. Без підпису.
- Ще пригадка // Рада. — 1907. — 28 лютого. — № 49. — С. 3. Без підпису.
- З наукового, літературного та артистичного життя // Рада. — 1907. — 28 лютого. — № 49. — С. 4. Без підпису.
- Рец.: Українсько-руський архів. Д-р І.Франко. Громадські шпихлірі в Галичині в 1784—1840 рр., т. II. Львів. 1907, LXXXIV+168 с. // ЛНВ. — Київ; Львів, 1907. — Т. XXXVII. — Кн. II. — С. 366—368.
- Таки діждались! (З приводу нового видання «Кобзаря») // Рада. — 1907. — 1 берез-ня. — № 50. — С. 2. Підпис: Джиджора Н..
- З наукового, літературного та артистичного життя // Рада. — 1907. — 1 березня. — № 50. — С. 4; 6 березня. — № 54. — С. 4. Без підпису.
- Підсусідки // Рада. — 1907. — 7 березня. — № 55. — С. 1—2. Без підпису.
- З наукового, літературного та артистичного життя // Рада. — 1907. — 8 березня. — № 56. — С. 4; 13 березня. — № 60. — С. 4; 14 березня. — № 61. — С. 3. Без підпису.
- Бібліографія. А. Т. Грабина. Антрепренер прогорілого театра. Комедія у 3-х діях. Прилуки, 1907 // Рада. — 1907. — 15 березня. — № 62. — С. 4. Підпис: Д-ра І.
- 3 наукового, літературного та артистичного життя // Рада. — 1907. — 18 березня. — № 65. — С. 4; 20 березня. — № 66. — С. 3; 21 березня. — № 67. — С. 4; 27 березня. — № 72. — С. 4. Без підпису.
- Рутенська політика // Рада. — 1907. — 14 червня. — № 134. — С. 1. Без підпису. Авторство встановлено за листом І.Джиджори до М.Грушевського від 27 (14) червня 1907 р. (№ 33).
- Теж «голоси» // Рада. — 1907. — 17 червня. — № 137. — С. 1. Підпис: Ф-ф. Авторство встановлено за листом І. Джиджори до М. Грушевського від 4 липня (21 червня) 1907 р. (№ 36).
- В 250 літні роковини // Рада. — 1907. — 28 липня. — № 171. — С. 2.
- Рец.: Записки Наукового товариства імени Шевченка. Т. LXXII, 1907, кн. III // ЛНВ. — Київ; Львів, 1907. — Т. XXXIX. — Кн. VII. — С. 156—158.
- Українська справа на тлі сучасного визвольного руху. Проф. Мих. Грушевский. Освобождение России и украинский вопрос. СПб., 1907. 291 с. // Рада. — 1907. — 16 вересня. — № 209. — С.2-3.
- Рец.: Записки Наукового товариства імени Шевченка. Т. LXXVIII, 1907, кн. IV // ЛНВ. — Київ; Львів, 1907. — Т. XXXIX. — Кн. VIII-ІХ. — С. 445—446.
- Рец.: Грушевский М. Национальный вопрос и автономия; Украинский вопрос; Единство или распадение России; Из польско-украинских отношений в Галиции (Несколько иллюстраций к вопросу: автономия областная или национально-тер-риториальная); Движение политической и общественной украинской мысли в XIX столетии; Вопрос об украинских кафедрах и нужды украинской науки. СПб., 1907 // ЛНВ. — Київ; Львів, 1907. — Т. XXXIX. — Кн. VIII-ІХ. — С. 451—452.
- Рец.: Записки Наукового товариства імени Шевченка. Т. LXXIX, 1907, кн. V // ЛНВ. — Київ; Львів, 1907. — Т. XL. — Кн. XI. — С. 362—363.
- Огляд часописий за р. 1906: Университетские известия (киевские); Записки императорского Харьковского университета // ЗНТШ. — Львів, 1907. — Т. LXXX. — Кн. VI.-С. 165—167.

### 1908
- Рец.: Соболевский А. И. Русский народ как этнографическое целое. Харьков, 1907. 19 с. // ЗНТШ. — Львів, 1908. — Т. LXXXI. — Кн. I. — С. 199—201.
- Рец.: Летопись занятий императорской Археографической коммисии. СПб., 1905. Вып. XV. 77 + 166 с.; 1905. Вып. XVI. 51+ 682+Х с.; 1907 (за рр.1902-4). Вып. XVII. 62 + 62 + 32 + XXIII + 594 с. // ЗНТШ. — Львів, 1908. — Т. LXXXI. — Кн. I. — С.201-203.
- Рец.: Записки Наукового товариства імени Шевченка, т. LXXX, 1907, кн. VI // ЛНВ. — Київ; Львів. 1908. — Т. XLI. — Кн. II. — С. 439—440.
- Исторические труды В. Б. Антоновича // Киевские вести. — 1908. — 18 марта. — № 76. -С. 2-3.
- Рец.: Грушевський М. З біжучої хвилі. Статі й замітки на теми дня 1905-6 рр. Київ, 1907 // ЛНВ. — Київ; Львів, 1908. — Т. XLII. — Кн. IV. — С. 195—196.
- Рец.: Записки Наукового товариства імени Шевченка, т. LXXXI, 1908, кн. І // ЛНВ. — Київ; Львів, 1908. — Т. XLII. — Кн. VI. — С. 407—408.
- Матеріяли московського «Архива Министерства Юстиции» до історії гетьманщини [Архівовано 19 червня 2015 у Wayback Machine.] // ЗНТШ. — Львів, 1908. — Т. LXXXVI. — Кн. VI. — С. 59—81.
- Огляд часописей за р. 1907: Літературно-науковий вістник; Україна // ЗНТШ. — Львів, 1908.-T. LXXXVI. — KH. VI. — С. 150—168.

### 1909
- Рец.: Житецкий И. П. История Малороссии. Современная литература (Критиче-ское обозрение. 1908. V(Х). С. 13—27) // ЛНВ. — Київ; Львів, 1909. — Т. XLV. — Кн. І. — С. 236—238.
- Пригоди сумських козаків у Львові з єпископом Шумлянським (1685 р.) // ЗНТШ. Львів, 1909. — Т. LXXXVII. — Кн. І. — С. 92-96.
- Рец.: Данилов В. Материалы для биографии Н. И. Костомарова (Україна. 1907. Кн. ХІ-ХІІ. С. 225—274); Данилов В. П. А. Кулиш и «Киевская старина» / Под редакцией Ф. Г. Лебединцева (Україна. 1907. Кн. VII—VIII.. С. 202—211) // ЗНТШ. — Львів, 1909. — Т. LXXXVII. — Кн. І. — С.200-203.
- Рец.: Sobieski Wacław. Henryk IV wobec Polski i Szwecyj 1602—1610. Kraków, 1907 271 s. // ЗНТШ. — Львів, 1909. — T. LXXXVIII. — Кн. II. — С. 210—211.
- Рец.: Sobieski Wacław. Zabegi Dymitra Samozwańca o koronę polską (Rozprawy Akad[emii] Umiejętności], Wydz[iał] history[czno]-fil[ozoficzny], [1908]. S[erya] II. Т. XVIII. S. 1-60) // ЗНТШ. — Львів, 1909. — T. LXXXVIII. — Кн. II. — С. 211—212.
- Огляд часописей за р. 1908. Часописи українські: Записки Українського науково-го товариства в Київі; Літературно-науковий вістник; Україна // ЗНТШ — Львів 1908. — Т. LXXXIX. — Кн. III. — С. 160—173.
- «Анафема»//Діло, — 1909. — Ч. 149 (10 липня). — С. 1-2. Бібліограф. огляд публ.: [Дорошенко В.] (ЗНТШ. — Львів, 1910. — Т. XCIV. — Кн. II. — С. 209).
- Рец.: Записки Українського Наукового Товариства у Київі. Кн. III. Київ, 1909 // ЛНВ. — Київ; Львів, 1909. — Т. XLVII. — Кн. VII. — С. 179—181.
- Рец.: Записки Наукового товариства ім. Шевченка, Т. LXXXIX., 1909 р., кн. З // ЛНВ. — Київ; Львів, 1909. — Т. XLVIII. — Кн. XI. — С. 406—407.

### 1910
- К похоронам Кропивницкого: Речь И. Н. Джиджоры из Львова, из Украины авст-рийской // Утро (Харьков). −1910. — 15 апреля. — № 1017. — С. 2.
- Рец.: Новомбергский Н. Слово и дело государевы: Материалы. Томск, 1909. Т. II. II + 368 + 6 с.; Веретенников В. И. История Тайной канцелярии петровского времени. Харьков, 1910. IV+306 с. // ЗНТШ. — Львів, 1910. — Т. XCVII.  [Архівовано 10 вересня 2014 у Wayback Machine.]— Кн. V — С. 205—208.
- Рец.: Вяземский Б. Л., кн. Верховный Тайный Совет. СПб., 1909. 423 с. // ЗНТШ. — Львів, 1910. — Т. XCVII. — Кн. V. — С. 208—209.
- Економічна політика росийського правительства супроти України в 1710—1730 рр. [Архівовано 10 вересня 2014 у Wayback Machine.] // ЗНТШ. — Львів, 1910. — Т. XCVIII. — Кн. VI. — С. 55-74.
- Рец.: Строев В. Бироновщина и кабинет министров: Очерк внутренней политики императрицы Анны. Ч. I: 1730—1735 г. М., 1909 [Архівовано 19 червня 2015 у Wayback Machine.]. 205 с.; Ч. II. Вып. 1. СПб., 1910. 76 с. // ЗНТШ. — Львів, 1910. — Т. XCVIII. — Кн. VI. — С. 178—182.

### 1911
- Рец.: Записки Наукового товариства імени Шевченка., Т. XCVII, 1910, кн. V // ЛНВ. — Київ; Львів, 1911. — Т. LIII. — Кн. І. — С. 225—226.
- Економічна політика росийського правительства супроти України в 1710—1730 рр. [Архівовано 10 вересня 2014 у Wayback Machine.] [Продовження] // ЗНТШ. — Львів, 1911. — Т. СІ. — Кн. І. — С. 63-100.
- Рец.: Колчин М. Ссыльные и заточенные в острог Соловецкого монастыря в XVI—XIX вв. Изд. «Посредника». М., 1908. XIII + 176 с. // ЗНТШ. — Львів, 1911. — Т. СІ. -Кн. І.-С. 170.
- Економічна політика росийського правительства супроти України в 1710—1730 рр. [Архівовано 26 липня 2015 у Wayback Machine.] [Продовження] // ЗНТШ. — Львів, 1911.-Т. CIII. — Кн. III.-С. 54-97.
- Без парляменту // ЛНВ. — Київ; Львів, 1911. — Т. LIV. — Кн. VI. — С. 481—488. Підпис: Ignotus.
- По виборах // ЛНВ. — Київ; Львів, 1911. — Т. LV. — VII VIII. — С. 226—239. Підпис: Ignotus.
- Економічна політика росийського правительства супроти України в 1710—1730 рр. [Архівовано 26 липня 2015 у Wayback Machine.] [Продовження] // ЗНТШ. — Львів, 1911. — Т. CV. — Кн. V. — С. 50-91.
- Економічна політика росийського правительства супроти України в 1710—1730 рр. [Відбиток з «Записок Наукового товариства ім. Шевченка». — Львів 1911. 143 с. (Рецензії: Грушевський М. (ЛНВ. — 1912. — T.LVII. — Кн. V. — С. 391—392); Кордуба М. (Діло. — 1912. — 12 жовтня. — Ч. 230. — С. 1-3); Василенко М. (Україна. — K.,1914. — Кн. І. — С. 133—135).

### 1912
- До історії Генеральної Військової Канцелярії // ЗНТШ. — Львів, 1912. — Т. С VII. — Кн. І. — C. 39-51. (Рец.: Щурат В. (Діло. — 1912. — 23 листопада. — Ч. 264. — С. 1).

### 1913
- З австрійської України Деякі підрахунки (у змісті — Кілька підрахунків) // ЛНВ. — Київ; Львів, 1913. — Т. LXI. — Кн. III. — С. 557—563. Підпис: Ignotus.
- Рец.: Finkel Ludwik. W sprawie udziału lenników w elekcyach jagiellońskich. Lwów, 1913. 36 s. // ЗНТШ. — Львів, 1913. — T. CXIV. — Кн. II.-С. 204.
- Рец.: Новомбергский Н. Слово и дело государевы (Процессы до издания Уложе-ния Алексея Михайловича 1649 года). М., 1911. Т. I. 10 + 593 + 14 с. // ЗНТШ. — Львів, 1913. — Т. CXIV. — Кн. II. — С. 208—210.
- З австрійської України: В сіти легенди // ЛНВ. — Київ; Львів, 1913. — Т. LXII. — Кн. VI. — C. 552—557. Підпис: Ignotus.
- Галицька кріза // ЛНВ. — Київ; Львів, 1913. — Т. LXIV. — Кн. X. — С. 177—185. Підпис: Ignotus.

### 1914
- З австрійської України. Виборча реформа // ЛНВ. — Київ; Львів, 1914. — Т. LXV. — Кн. II. — С. 381—393. Підпис: Ignotus.
- З австрійської України // ЛНВ. — Київ; Львів, 1914. — Т. LXV (2). — Кн. V. — С. 357—361. Підпис: Ignotus.
- Галицькі розчарування // ЛНВ. — Київ; Львів, 1914. — Т. LXV (2). — Кн. VI. — С. 533—539. Підпис: Ignotus.

### 1930
- Україна в першій половині XVIII століття. Розвідки і замітки [Архівовано 29 вересня 2017 у Wayback Machine.] / 3 передм. акад. М. Грушевського. — K., 1930. — (Записки Історичної секції ВУАН. — Т. XXXVI). — VIII + 171 с., 1 л., портрет.

Грушевський М, акад. Передмова. — C. III—VIII;
[1.] Економічна політика російського правительства супроти України в 1710—1730 рр. — С. 1-95;
[2.] Реформи малоросійської колегії на Україні в 1722-23 рр. — С. 96—109;
[3.] До історії генеральної військової канцелярії. — C. 110—118;
[4.] Матеріяли московського «Архива Министерства Юстиції» до історії Гетьманщини. — C. 119—133;
[5.] Нові причинки до історії відносин російського правительства до України в 1720-х і 1730-х рр. — С. 134—161;
[6.] Україна в першій половині 1738 р. — С.162-170.
Рец.: Dorośenko D. (Zeitschrift für osteuropäische Geschichte. — Berlin, 1933. — B.VII (n.f. В. III). — S. 116—119).